# Jisatsu Sākuru
Jisatsu Sākuru (自殺サークル lit. El club del suicidio?) es un manga japonés de género seinen escrito e ilustrado por Usamaru Furuya y basado en la película de mismo nombre.

## Argumento
Jisatsu Sākuru cuenta la historia de Saya Kota, la única sobreviviente de un suicidio masivo, miembro regular de un extraño club. Kyoko, su mejor amiga, notando cambios en ella investiga acerca de dicho club. A medida que la historia avanza, Saya se encuentra cada vez más "desconectada" y Kyoko intentará salvarla de su peor caída en "sí misma".

## Personajes
- Saya Kota

Es una chica muy solitaria y oscura, con un pasado que la atormenta. A causa de esto ella se une al club. Pero al no conseguir morir, forma uno nuevo en el que intenta convertirse en la "nueva Mitsuko", la exlíder del club.
- Kyoko

Es la mejor amiga de Saya. Es la única que conoce todo lo que vivió la pobre de Saya. Pero no quiere perderla, así que hará todo lo posible para que no se una al club del Suicidio. Kyoko intentará de cualquier forma evitar que Saya se intente suicidar de nuevo con la ayuda de un profesor que investiga el caso.
- Takeuchi-sensei

Es un profesor de la escuela Seika. Se encarga de investigar al club. En el colegio lo ven como un pervertido. pero la verdad es que es muy amable y solo quiere evitar que sigan muriendo más estudiantes.
- Mitsuko-san

Prácticamente es un símbolo de la muerte en el club y las miembros de éste la consideran líder.
- Detective Kuruda

Investiga los suicidios; está acompañado por un detective ayudante.
- Datos: Q5821454